# دار الغزلان
دار الغزلان هو مسلسل مغربي من إخراج إدريس الروخ سنة 2015، وبطولة كل من محمد البسطاوي، مريم الزعيمي، أسامة البسطاوي، نورا الصقلي، محمد الشوبي، دنيا بوطازوت، فاطمة الزهراء قنبوع، سعيد باي، وغيرهم.

## ملخص المسلسل

### الجزء الأول
في قرية ما بالمغرب تدور أحداث المسلسل، حيث تتصارع أسرتان غنيتان من أجل الربح في الانتخابات من جهة.
الأسرة الأولى يحكمها رب بيت صارم يدعى الباهي (محمد البسطاوي) في ظل غياب الأم بعد وفاتها، تاركة ورائها فتاتان، إحداهما تدعى كريمة (مريم الزعيمي)، مثقفة وواعية، ولكن ليست لها فكرة واضحة في الحياة باستثناء إصرارها على عدم الزواج، مشجعة في الوقت نفسه باقي فتيات القرية على فعل هذا وعلى عدم الثقة في الرجل بصفة عامة، أما شقيقتها فتدعى مونية (فاطمة الزهراء قنبوع ) ، حيث غالبا ما تعاني من التحكم في أمورها الشخصية تارة من أختها الكبرى، وتارة أخرى من قبل والدها وهذا ما يؤرقها ويقض مضجعها بشكل كبير.
في الطرف الآخر، هناك عائلة  ، حيث الزوجة أمينة (نورا الصقلي) هي المسيطرة والمتحكمة في زمام الأمور، لكنها تُفاجئ عندما يتجرأ زوجها إسماعيل (محمد الشوبي) على خيانتها مع خادمتها المدعوة الضاوية (دنيا بوتازوت).
من جهة أخرى، هناك الطبيب أنيس ( أسامة البسطاوي) الذي جاء للقرية بسبب ظروف عمل لا غير، لكنه يقع في غرام كريمة ويصر على ملاحقتها ومطاردتها راغبا في إسقاطها في فخ حبه وطالبا يدها للزواج، لكنها وكعادتها مصرة على الرفض ومستعدة للذهاب لأبعد نقطة باستثناء مسألة الزواج هذه.
تتواصل أحداث المسلسل بوفاة السيد الباهي، فتذخل ابنته الصغرى في أزمة نفسية عميقة تلزمها الصمت طوال اليوم، كما يواري الثرى ابن السيدة أمينة التي تطلب الطلاق من زوجها مباشرة بعد هذا الحدث الأليم خصوصا وأنها اكتشفت قضية خيانته لها.

### الجزء الثاني
بعد وفاة رب الأسرة الأول وطلاق الأسرة الثانية تغيرت العديد من الأمور في القرية، حيث وأخيرا وافقت كريمة على الزواج من أنيس وغادرا صوب المدينة وهناك استقرا وأنجبا ولدا صغيرا، كما رافقتهم  مونية بطلب من شقيقتها الكبرى حتى تساعدها في تخطي صدمتها النفسية، أما الطرف الآخر من المعادلة والمقصود هنا عائلة  ، فالخادمة الضاوية تبوءت عرش الحكم وترشحت لانتخابات البلدة، وأصبحت السيدة الأولى في القرية على الرغم من جهلها الكبير وأميتها في هكذا أمور، لكنها لا زالت تعاني من مشاكل مع زوجها الأول بسبب قضية الأطفال ومن سيحصل على حضانتهم، في حين أن أمينة تعرفت على شخص آخر ووقعت في حبه، شخص غني يدعى الساخي(محمد خيي) ذخل تلك القرية من أجل الاستثمار فيها لكنه ما لبث أن تزوج بها واستقرا معا هناك.

## طاقم التمثيل
- دنيا بوتازوت في دور الضاوية
- مريم الزعيمي في دور كريمة
- محمد البسطاوي في دور الباهي (الجزء الأول)
- أسامة البسطاوي في دور أنيس
- محمد خيي في دور الساخي (الجزء الثاني)
- نورا الصقلي في دور أمينة
- محمد الشوبي في دور إسماعيل
- فاطمة الزهراء قنبوع في دور مونيا
- سعيد باي في دور حسينا (الجزء الأول)
- محسن مالزي (الجزء الثاني)
- زهور السليماني في دور خدوج
- حسن عليوي (الجزء الثاني)
- محمد خدي في دور سلام (الجزء الأول)
- خاتمة العلوي في دور الدريسية
- نسرين الراضي في دور زينب
- أحمد الناجي في دور المفضل
- سلوى جوهري
- محمد رضا كردي في دور يوسف
- فرح أومحا
- يونس شكور في دور رضا (الجزء الأول)
- عمي ادريس في دور الدكالي
- فاطمة الناجي (الجزء الثاني)
- حنان مسعودي (الجزء الثاني)
- منصور بدري (الجزء الثاني)
- إدريس الروخ (الجزء الثاني)
- كريم بولمال (الجزء الثاني)
- العربي أجبار (الجزء الثاني)

## نجاح المسلسل
لقي المسلسل إشادة كبيرة في الوسط الفني وكذلك بين الجمهور المغربي، خصوصا وأنه جاء بفكرة مختلفة تقريبا عن باقي المسلسلات، هذا بالإضافة إلى توفق المشرفين على المسلسل في اختيار الممثلين المناسبين لكل دور على حدى. كما أن تواجد كل من الراحل محمد البسطاوي رفقة ابنه أسامة البسطاوي أضاف رونقا خاصا للفيلم حسب تعبير العديد من المتابعين.
عموما فقد لقي المسلسل نجاجا كبيرا، وهذا ما دفع المنتج إلى إنتاج جزء ثاني للمسلسل والذي عٌرض في شهر رمضان من سنة 2017 مـ.

## روابط خارجية
- دار الغزلان على موقع قاعدة بيانات الأفلام العربية
- دار الغزلان على موقع قاعدة بيانات الأفلام العربية